# Castalla
Castalla is een gemeente in de Spaanse provincie Alicante in de regio Valencia met een oppervlakte van 115 km². Castalla telt 9.859 inwoners (1 januari 2016).

## Kasteel van Castalla

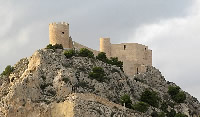
Kasteel van Castalla.

Het kasteel werd tijdens de 11e eeuw opgericht door de Moren op de overblijfselen van een fort uit de Neolithische en Iberische tijd. Samen met de kastelen van Sax, Petrer, Biar en Villena bevindt het gebouw zich in de vallei van de "Rio Vinalopó", gelegen in de provincie Alicante. Ze zijn de stille getuige van oude gevechten gestreden in deze regio. Het ontstaan van deze monumenten bevindt zich in de tijd van Rodrigo Díaz de Vivar, beter bekend onder zijn bijnaam El Cid Campeador (Heer Kampioen) of kortweg El Cid. en in de grensgevechten tussen de Moren en Christenen tijdens de Reconquista of de herovering van Spanje door de laatstgenoemden.
Tussen de 14e eeuw en de 16e eeuw zijn grote aanpassingen gemaakt. De huidige gebouwen zijn uit de late middeleeuwen en een deel van de vroegmoderne tijd. Hoog op de top van een heuvel met uitzicht op de stad, is zijn de muren qua kleur aangepast aan de bodemstructuur.
Tijdens het jaar 1245 veroverde Jacobus I van Aragón het kasteel van de Moren onder leiding van Ximen Pérez D'Arenós. Op deze manier kwam het in handen van de Kroon van Aragón. Peter IV van Aragón installeerde in 1362 een baronschap en zette edelman Ramón de Vilanova i Lladró als baron op het kasteel. De bedoeling van die benoeming was om zich te verdedigen tegen de Kroon van Castilië.
Tijdens de Spaanse Successieoorlog (1701-1713 koos het kasteel de kant van de troepen van Filips V van Spanje en werd het gebouw vooral gebruikt als opslagplaats voor militaire- en voedselvoorraden.
Op 21 juli 1812 versloegen de troepen van de Franse generaal Louis Gabriel Suchet de Spaanse troepen onder bevel van generaal O'Donnell. Deze gevechten staan bekend als de Eerste Slag van Castalla. In deze strijd bleek de militaire dominantie van het Franse leger tegen de Spaanse troepen. Op 13 april 1813 werd de Tweede Slag van Castalla gevoerd tussen Suchet en de troepen van Spaanse generaal Francisco Javier Elio. Tijdens deze strijd werden de Franse troepen verslagen en moesten de Franse troepen de terugtrekking beginnen en betekende het begin van het einde van de Franse aanwezigheid in Valencia.
Na deze veldslag werd het kasteel verlaten en zou de staat van het gebouw snel verslechteren. Dit kwam doordat de dorpelingen de stenen van het kasteel gebruikten als bouwstenen voor hun huizen en daarenboven organiseerden ze opgravingen op zoek naar vermeende schatten uit de Moorse tijd, waarvan achteraf zou blijken dat ze nooit bestaan hebben. Het kasteel werd verwoest. 
Tijdens het jaar 1989 werd de gemeente eigenaar van het gebouw en begon het kasteel te restaureren voor toeristisch gebruik.

## Demografische ontwikkeling
Bron: INE; 1857-2011: volkstellingen
Agost · Agres · Aigües · Albatera · Alcalalí · Alcocer de Planes · Alcoleja · Alcoy · Alfafara · Algorfa · Algueña · Alicante · Almoradí · Almudaina · Altea · Aspe · Balones · Banyeres de Mariola · Benasau · Beneixama · Benejúzar · Benferri · Beniarbeig · Beniardá · Beniarrés · Benidoleig · Benidorm · Benifallim · Benifato · Benigembla · Benijófar · Benilloba · Benillup · Benimantell · Benimarfull · Benimassot · Benimeli · Benissa · Benitachell · Biar · Bigastro · Bolulla · Busot · Callosa d'en Sarrià · Callosa de Segura · Calp · Campo de Mirra  · Cañada· Castalla · Castell de Castells · Catral · Cocentaina · Confrides · Cox · Crevillent · Daya Nueva · Daya Vieja · Dénia · Dolores · El Campello · El Castell de Guadalest · El Ràfol d'Almúnia · El Verger · Elche · Elda · Els Poblets · Facheca · Famorca · Finestrat · Formentera del Segura · Gaianes · Gata de Gorgos · Gorga · Granja de Rocamora · Guardamar del Segura · Hondón de las Nieves · Hondón de los Frailes · Ibi · Jacarilla · Jávea · Jijona · L'Alfàs del Pi · L'Alqueria d'Asnar · L'Atzúbia · La Nucia · La Romana · La Vall d'Alcalà · La Vall d'Ebo · La Vall de Laguar · Llíber · Lorcha · Los Montesinos · Millena · Monforte del Cid · Monóvar · Murla · Muro de Alcoy · Mutxamel · Novelda · Ondara · Onil · Orba · Orihuela · Orxeta · Parcent · Pedreguer · Pego · Penàguila · Petrer · Pilar de la Horadada · Pinoso · Planes · Polop · Quatretondeta · Rafal · Redován · Relleu · Rojales · Sagra · Salinas · San Fulgencio · San Isidro · San Miguel de Salinas · San Vicente del Raspeig · Sanet y Negrals · Sant Joan d'Alacant · Santa Pola · Sax · Sella · Senija · Tàrbena · Teulada · Tibi · Tollos · Tormos · Torremanzanas · Torrevieja · Vall de Gallinera · Villajoyosa · Villena · Xaló